# Верёвкин, Николай Николаевич
Николай Николаевич Верёвкин (псевдоним Рахманный; 1813 — 5 (17) апреля 1838, Петербург) — русский писатель.

## Биография
Из дворян Верёвкиных Орловской губернии. Родился в семье московского коменданта генерал-лейтенанта Николая Никитича Верёвкина. Мать — Кандалинцева Аграфена Федоровна — из рода Кандалинцевых (Кандолинцевых), винных откупщиков, получивших дворянство в 1795 году. Братья — генерал от инфантерии Владимир Веревкин (1821—1896), герой обороны Севастополя и генерал-майор Александр Верёвкин (1818—1854). Племянница — художница-экспрессионистка Марианна Верёвкина (1860—1938).
Служил в лейб-гвардии Преображенском полку, в 1831 году был произведён в прапорщики. Высочайшим приказом от 7 октября 1833 года был уволен от службы «по домашним обстоятельствам». 19 октября 1833 года убил на дуэли отставного подпоручика того же полка Виктора Гавриловича Воейкова — по слухам, из-за Веры Ивановны Анненковой (1813—1902, жены будущего киевского генерал-губернатора Анненкова).
Константин Булгаков писал брату Александру 20 октября 1833 года:
Вчера на Крестовском острове дрались вышедшие только что в отставку (кажется, Преображенские) офицеры Веревкин с Воейковым; последний остался на месте, получа пулю в лоб. У Веревкина был секундантом брат его. Обоих дравшихся хвалят; говорят, умные, хорошо воспитанные молодые люди; тем более ещё жаль. Вероятно началось каким-нибудь вздором.
За участие в дуэли Верёвкин был разжалован в рядовые. В 1835 году был произведен в унтер-офицеры, некоторое время жил в Вильно. Умер в 25 лет от скоротечной чахотки.

## Творчество
Стихи начал писать ещё в детстве. Н. П. Огарёв вспоминает:
«Первое лето, когда мы жили не в Никольском, в Москве, Зоненберг водил меня в Кремлёвский сад. Тут я познакомился с Веревкиными, детьми коменданта […]. Страстно я привязался сперва к старшему — Николаю (впоследствии известному в литературе под именем Рахманного). Он был лет четырнадцати, то есть почти четыре года старше меня. Он уже писал стихи, какие-то подражания думам Рылеева. И я стал писать стихи».
C 1836 года опубликовал под псевдонимом Рахманный в «Библиотеке для чтения» 4 повести: «Кокетка» (1836, том 18), «Один из двух» (1836, том 19), «Женщина-писательница» (1837, том 23), «Катенька» (1837, том 25). Повесть «Любовь петербургской барышни: предсмертный рассказ» была опубликована посмертно в сборнике «Сто русских литераторов» (том 2, СПб., 1841).
С декабря 1837 года принимал участие в составлении отдела «Литературная летопись» журнала «Библиотека для чтения», но после январского выпуска 1838 года был вынужден прекратить журналистскую деятельность по состоянию здоровья.
Также опубликовал ряд стихотворений, в том числе на смерть императрицы Марии Федоровны (1828) и А. С. Пушкина (1837).

## Отзывы
Н. А. Некрасов в рецензии на сборник «Сто русских литераторов», оценив дарование уже покойного Верёвкина в целом положительно, отозвался о повести «Любовь петербургской барышни» довольно снисходительно:
«[…] приятная безделка, исполненная неподдельным, а местами и натянутым юмором, что неизбежно во всяком сочинении, в котором автор старается острить беспрестанно. Она отчасти и занимательна, несмотря на то что не имеет никакого содержания; местами довольно трогательна, несмотря на шутливый тон, которым автор рассказывает о своих страданиях, недугах и даже о самой смерти, которой он с часу на час ждет во всё продолжение повести […]».
В. Г. Белинский в рецензии на этот же сборник, напротив, отказывает Верёвкину в каком-либо таланте:
«[…] В этом предсмертном рассказе нет никакого рассказа, потому что нет никакого содержания. Это просто дурно набросанная болтовня о том, как одна петербургская барышня сперва „влюбилась“ в одного господина офицера, а потом, когда ей представилась выгодная партия, разлюбила его. […]

Впрочем, всё это так нагло и бессмысленно, что надо помочь недоразумению читателей и сказать им, кто такой этот г. Веревкин, или Рахманный, то есть что такое сделал и чем прославил он себя в русской литературе. Он написал в „Библиотеке для чтения“ одну или две из тех повестей, которые кажутся столь остроумными известному кругу провинциальной публики; потом он был не то корректором, не то выписчиком забавных мест из московских романов для литературной летописи „Библиотеки для чтения“ — как было это как-то объявлено во всеуслышание в этом журнале».
А. И. Герцен считал слог Верёвкина схожим со своим собственным. Чрезвычайно сильно впечатление произвела на него повесть «Катенька»: «Когда я прочел, я положил книгу и не мог перевести дух, я готов был заплакать».

По оценке авторов словаря «Русские писатели 1800—1917», Верёвкин писал «„светские повести“ с романтическими мелодраматическими сюжетами, преимущественно с любовной интригой, не лишенные беллетристической занимательности». Верёвкин «с благонамеренных позиций обличал в них безнравственность светской столичной и провинциальной жизни, объясняя это (в значительной мере) „вредным“ влиянием французской литературы».